# James H. Jones

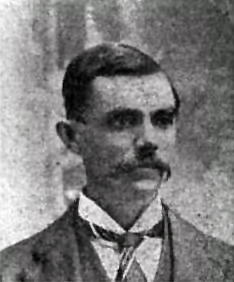
James H. Jones

James Henry Jones (* 13. September 1830 im Shelby County, Alabama; † 22. März 1904 in Henderson, Texas) war ein US-amerikanischer Politiker. Zwischen 1883 und 1887 vertrat er den Bundesstaat Texas im US-Repräsentantenhaus.

## Werdegang
Noch in seiner Kindheit kam James Jones mit seinen Eltern in das Talladega County, wo er später die öffentlichen Schulen besuchte. Nach einem anschließenden Jurastudium und seiner 1851 erfolgten Zulassung als Rechtsanwalt begann er in Henderson in diesem Beruf zu arbeiten. Während des Bürgerkrieges diente Jones im Heer der Konföderation, in dem er bis zum Oberst aufstieg. Nach dem Krieg praktizierte er wieder als Anwalt. Gleichzeitig schlug er als Mitglied der Demokratischen Partei eine politische Laufbahn ein.
Bei den Kongresswahlen des Jahres 1882 wurde Jones im dritten Wahlbezirk von Texas in das US-Repräsentantenhaus in Washington, D.C. gewählt, wo er am 4. März 1883 die Nachfolge von Olin Wellborn antrat. Nach einer Wiederwahl konnte er bis zum 3. März 1887 zwei Legislaturperioden im Kongress absolvieren. Im Jahr 1886 verzichtete er auf eine weitere Kandidatur. Nach dem Ende seiner Zeit im US-Repräsentantenhaus war Jones wieder als Rechtsanwalt in Henderson tätig, wo er am 22. März 1904 starb.